# Давыдово (Тюковское сельское поселение)
Давыдово — деревня в Клепиковском районе Рязанской области. Входит в состав Болоньского сельского поселения.

## География
Находится в северной части Рязанской области на расстоянии приблизительно 14 км на запад-северо-запад по прямой от районного центра города Спас-Клепики.

## История
В 1897 году здесь (тогда деревня Егорьевского уезда Рязанской губернии) было учтено 38 дворов.

## Население
Численность населения: 230 человек (1897 год), 0 в 2002 году, 1 в 2010.